# Boris Popovic (calciatore)
Boris Popovic (in serbo Борис Поповић?, Boris Popović; Tours, 26 febbraio 2000) è un calciatore serbo con cittadinanza francese, difensore dell'Arouca.

## Carriera

### Club
Nato in Francia da genitori di origini serbe, è cresciuto nel settore giovanile del Tours. Nel 2017 è stato acquistato dal Monaco, dove ha disputato 7 partite con la squadra riserve. Il 20 luglio 2021 è stato ingaggiato dal Cercle Bruges, firmando un contratto valido fino al 2022. Ha esordito in Pro League il 27 luglio seguente, in occasione dell'incontro vinto per 1-0 in trasferta contro il Beerschot VA, mentre il 21 agosto ha realizzato la sua prima rete in campionato, nella sconfitta per 2-1 sul campo del Seraing.

### Nazionale
Ha rappresentato le nazionali giovanili serbe.

## Statistiche

### Presenze e reti nei club
Statistiche aggiornate al 3 settembre 2022.
| Stagione        | Squadra         | Campionato      | Campionato | Campionato | Coppe nazionali | Coppe nazionali | Coppe nazionali | Coppe continentali | Coppe continentali | Coppe continentali | Altre coppe | Altre coppe | Altre coppe | Totale | Totale | Totale |
| Stagione        | Squadra         | Comp            | Pres       | Reti       | Comp            | Pres            | Reti            | Comp               | Pres               | Reti               | Comp        | Pres        | Reti        | Pres   | Reti   |        |
| --------------- | --------------- | --------------- | ---------- | ---------- | --------------- | --------------- | --------------- | ------------------ | ------------------ | ------------------ | ----------- | ----------- | ----------- | ------ | ------ | ------ |
| 2017-2018       | Monaco 2        | N2              | 1          | 0          |                 | -               | -               |                    | -                  | -                  |             | -           | -           | 1      | 0      |        |
| 2018-2019       | Monaco 2        | N2              | 4          | 0          |                 | -               | -               |                    | -                  | -                  |             | -           | -           | 4      | 0      |        |
| 2019-2020       | Monaco 2        | N2              | 2          | 0          |                 | -               | -               |                    | -                  | -                  |             | -           | -           | 2      | 0      |        |
| 2020-2021       | Monaco 2        | N2              | 0          | 0          |                 | -               | -               |                    | -                  | -                  |             | -           | -           | 0      | 0      |        |
| Totale Monaco 2 | Totale Monaco 2 | Totale Monaco 2 | 7          | 0          |                 | -               | -               |                    | -                  | -                  |             | -           | -           | 7      | 0      |        |
| 2021-2022       | Cercle Bruges   | D1              | 19         | 2          | CB              | 1               | 0               |                    | -                  | -                  |             | -           | -           | 20     | 2      |        |
| 2022-2023       | Cercle Bruges   | D1              | 6          | 0          | CB              | 0               | 0               |                    | -                  | -                  |             | -           | -           | 6      | 0      |        |
| Totale carriera | Totale carriera | Totale carriera | 32         | 2          |                 | 1               | 0               |                    | -                  | -                  |             | -           | -           | 33     | 2      |        |